# Защита миссии Аламо
Би́тва за А́ламо (англ. Battle of the Alamo, исп. Batalla de El Álamo, 23 февраля — 6 марта 1836) — самая известная битва Войны за независимость Техаса. После того как повстанческая армия техасских поселенцев и авантюристов, прибывших из Соединённых Штатов, выдворила все мексиканские войска из Мексиканского Техаса, президент Мексики Антонио Лопес де Санта-Анна возглавил вторжение, стремясь вернуть контроль над областью. 23 февраля мексиканские войска вошли в Бехар и осадили техасский гарнизон в миссии Аламо.
Ранним утром 6 марта мексиканская армия пошла на штурм Аламо. Техасцы (численность которых неизвестна) отразили две атаки, но не смогли отбить третью. Когда мексиканцы взобрались на стены, большая часть техасских солдат отступила к двухэтажному каменному зданию или к часовне. Несколько мелких изолированных групп повстанцев, которые не успели достичь казарм и пытались спастись бегством, были истреблены за стенами ждавшей их мексиканской кавалерией. Мексиканские солдаты брали с боем комнату за комнатой и вскоре установили контроль над Аламо. Пятеро или семеро техасцев сдались, но были незамедлительно казнены по приказу Санта-Анны. Большинство очевидцев события оценивают количество убитых техасцев от 182 до 257 человек, в то время как большинство историков оценивает мексиканские потери в 400—600 человек убитыми и ранеными. Из бойцов техасского гарнизона, участвовавших в битве, выжили только двое. Мексиканцы сохранили жизнь чернокожему рабу Джо и дезертиру мексиканской армии Бригидо Герреро, сумевшему убедить солдат, что он находился в заключении. Женщины и дети, прежде всего, члены семей техасских солдат, были допрошены Санта-Анной и затем отпущены.
По приказу Санта-Анны трое из выживших были посланы в Гонсалес, чтобы донести известие о разгроме техасцев. После получения новости Сэм Хьюстон, командующий техасской армией, отдал приказ к отступлению. Множество граждан (включая членов техасского правительства) бежало от мексиканской армии на восток (событие, известное под названием Бедовой дороги). Новости о разгроме в Аламо побудили многих техасских колонистов присоединиться к армии Хьюстона. В полдень 21 апреля техасская армия атаковала силы Санта-Анны в битве при Сан-Хасинто. Во время сражения многие техасцы кричали: «Помни Аламо!». Санта-Анна был захвачен в плен и был вынужден отдать приказ о выводе своих войск из Техаса, тем самым покончив с мексиканским контролем над областью, которая впоследствии превратилась в Техасскую республику.
24 марта начали составлять список техасцев, павших в битве за Аламо. Первое исследование было опубликовано в 1843 году, но серьёзное изучение битвы началось только в 1931 году с опубликования диссертации Амелии У. Уильямс, в которой делалась попытка установить личности всех техасцев, погибших в Аламо. Первая полноформатная нехудожественная историческая книга о битве была опубликована в 1948 году. На экране битва впервые появилась в 1911 году в немом фильме «Бессмертный Аламо», с этого времени вышло множество других кинопостановок, включая и фильм, снятый Джоном Уэйном. Церковь в Аламо была утверждена официальной часовней штата Техас, должность постоянных смотрителей возложили на «дочерей республики Техас».

## Предыстория

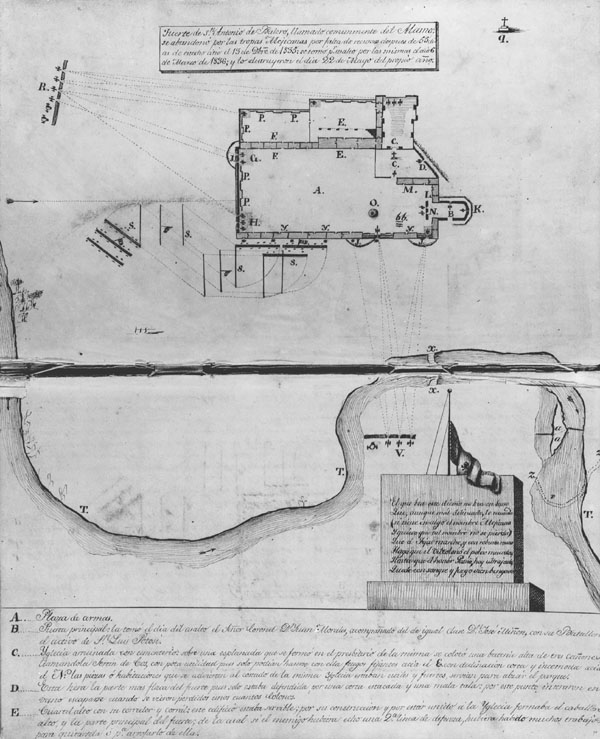
План Аламо.
Схема 1836 года. Часть официального мексиканского рапорта о захвате Аламо.

В 1835 году сторонники устройства Мексики на принципах федерализма начали восстание против усиливающейся диктатуры режима президента Антонио Лопеса де Санта-Анны. В октябре поселенцы Мексиканского Техаса подняли вооружённый мятеж против мексиканского правительства при Гонзалесе. Санта-Анна незамедлительно начал подготовку к вторжению в Техас, чтобы покончить с Техасской революцией. Силы вторжения, называемые Армией действий в Техасе, состояли в первую очередь из неопытных рекрутов, призывников и каторжников.
В то время как Санта-Анна собирал свои войска в Мексике, техасцы громили расквартированные в Техасе мексиканские гарнизоны. После сдачи Бехара 9 декабря зятем Санта-Анны генералом Мартином Перфекто де Косом, в Техасе больше не осталось мексиканских сил. Многие техасские поселенцы дезертировали из техасской армии, поскольку они не были готовы к длительной кампании. Со времени сдачи Бехара в техасской армии стало много солдат, недавно прибывших в область, главным образом, авантюристов из Соединённых Штатов. По мнению историка Элвина Барра, их присутствие «склонило мексиканцев к выводам, что техасское сопротивление подогревается внешними силами».
Разгневанный мыслью об американском вмешательстве в мексиканские дела, Санта-Анна приказал мексиканскому конгрессу уполномочить армию обращаться с любыми иностранцами, воюющими в Техасе, как с разбойниками. Это решение означало запрет брать пленных, так как по законам того времени захваченные в плен разбойники подлежали немедленной казни. Санта-Анна повторил это в весьма сильных выражениях в письме, направленному американскому президенту Эндрю Джексону. Письмо не было известно значительному числу людей и, скорее всего, большинство американских добровольцев, служивших в техасской армии, ничего не знали о решении конгресса.

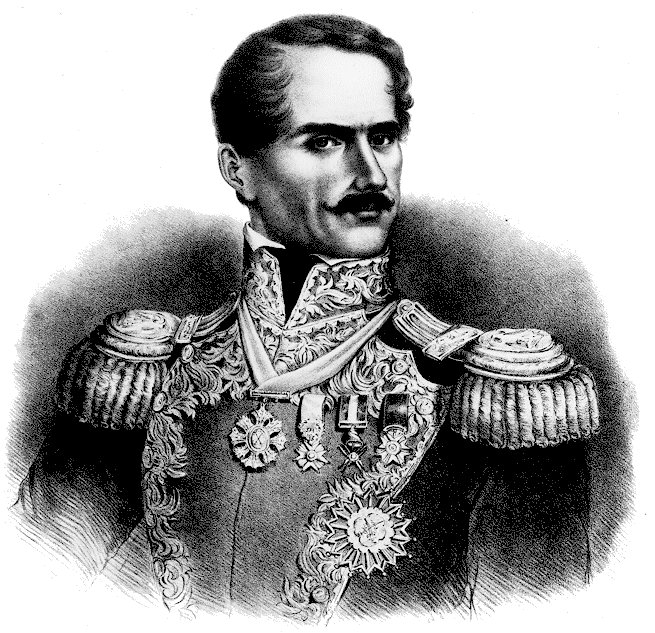
Антонио Лопес де Санта-Анна

Когда мексиканские войска генерала Коса покинули Бехар (ныне Сан-Антонио, Техас), техасские солдаты оставили гарнизон в миссии Аламо, бывшем аванпосте католической миссии, использовавшемся в то время как временный форт. Описанный Санта-Анной как «временная крепость, вряд ли достойная отдельного названия», Аламо был построен для защиты от набегов индейских племён, не имеющих артиллерии. Крепостной комплекс занимал площадь в три акра (1,2 га), окружённые 400-метровым защищённым периметром. Внутренняя площадь была ограничена часовней с севера и единственной постройкой, известной как Нижние казармы, с юга. Эти два здания разделял деревянный частокол. На восточной части площади, простирающейся на север до часовни, стояли Длинные казармы — бывший женский монастырь. В северном углу восточной стены был оборудован загон для скота, между ним и площадью был загон для лошадей. Стены, окружавшие комплекс, были, по меньшей мере, шириной в 0,84 метра и высотой в 2,7-3,7 метра.
Техасский инженер Грин Б. Джеймсон внёс ряд усовершенствований в оборонительную систему. Для того, чтобы компенсировать недостаток бойниц, он построил подмостки, позволяющие защитникам стрелять поверх стен, этот метод, однако, оставлял стрелков без прикрытия. Отступившие мексиканские войска бросили 19 орудий, включая одно 18-фунтовое. Эти пушки Джеймсон разместил вдоль стен. Он похвастался перед командующим техасской армией Сэмом Хьюстоном, что «с нашей артиллерией техасцы могут защищаться против сил, в десять раз их превосходящих».

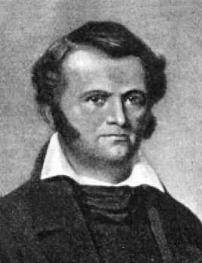
Джеймс Боуи

Материальное обеспечение техасского гарнизона были в плачевном состоянии, не хватало солдат. К 6 января 1836 года их осталось всего около сотни. Исполняющий обязанности командующего Аламо полковник Джеймс С. Нейл писал временному правительству: «Даже если здесь когда-то был хотя бы один доллар, мне об этом было неизвестно». Нейл запрашивал дополнительные войска и снабжение, угрожая, что гарнизон не сможет выдержать осаду дольше 4 дней. В техасском правительстве царил беспорядок, никто не мог оказать помощи. Только командовать техасской армией вызвались сразу четыре разных человека. 14 января Нейл обратился непосредственно к Хьюстону с просьбой помочь собрать снаряжение, одежду и обеспечить снабжение.

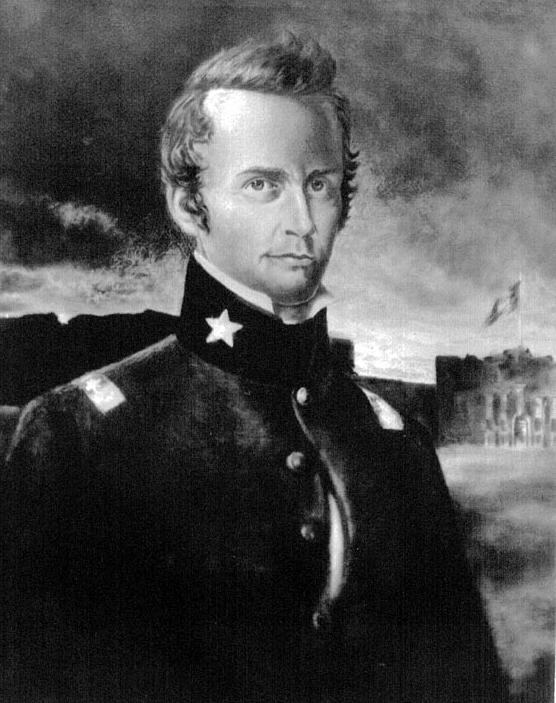
Уильям Тревис

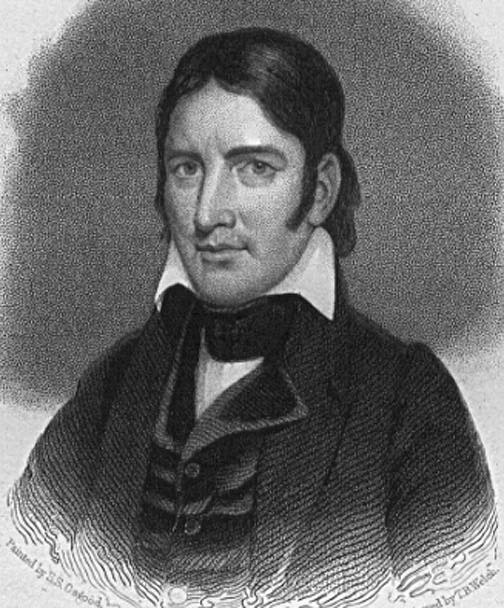
Дэви Крокетт

## Подготовка к осаде
Понимая, что техасцам будет сложно удержать Аламо, Хьюстон приказал полковнику Джеймсу Боуи забрать орудия и разрушить крепостной комплекс. Прибыв туда, Боуи убедился в нехватке тяглового скота, что делало невозможным перевозку орудий. Нейл не разделял идею об отступлении и убеждал Боуи в стратегической важности крепости. В письме губернатору Генри Смиту Боуи доказывал что «спасение Техаса в большой мере зависит от освобождения Бехара из-под контроля неприятеля. Он служит как передовой защитный пикет и, если им овладеет Санта-Анна, у нас не останется ни одного укреплённого пункта, чтобы остановить врага на его пути к Сабину». Письмо к Смиту кончалось словами: «Полковник Нейл и я дали торжественное обещание, что мы скорее погибнем в этих стенах, чем сдадим их неприятелю». Боуи также написал временному правительству, запрашивая «людей, денег, винтовки и орудийный порох». Смит отправил на помощь кавалерийского офицера Уильяма Б. Тревиса, который 3 февраля прибыл в Бехар с 30 людьми. Пятью днями позже прибыл Дэви Крокетт.
11 февраля Нейл покинул Аламо, предположительно для набора дополнительных подкреплений и обеспечения снабжения гарнизона. Он передал командование Тревису, как старшему по званию офицеру регулярной армии из оставшихся в крепости. Однако большинство гарнизона состояло из добровольцев, которые не соглашались признать его в качестве командира. Вместо этого они выбрали своим командиром Боуи, у которого была репутация свирепого бойца. Боуи отметил своё избрание обширной пьянкой и буквально опустошил Бехар. Однако, чувствуя приближение болезни, он согласился разделить командование с Тревисом.
Техасцам было неизвестно, что Санта-Анна уже год готовился к вторжению. В конце декабря мексиканская Армия действий в Техасе начала марш на север, 12 февраля они пересекли Рио-Гранде. Продвижение мексиканцев замедлилось, и рационы начали уменьшаться. Температура воздуха в Техасе достигла рекордно низких отметок, 13 февраля выпал снег, глубина его достигла 38-41 см. Переохлаждение, дизентерия, набеги отрядов команчей нанесли большой урон мексиканской армии.
Утром 16 февраля жители Бехара предупредили техасцев о приближении мексиканской армии. Тревис пренебрёг этими сообщениями, решив, что это слухи. 21 февраля Санта-Анна вместе с авангардом достиг берегов реки Медины в 40 км от Бехара. Не зная, что противник уже так близко, почти весь гарнизон Аламо присоединился к жителям Бехара, отмечающим день рождения Джорджа Вашингтона 22 февраля. Санта-Анна узнал о намечающемся празднике и послал генерала Хоакина Рамиреса-и-Сесму захватить незащищённый Аламо, однако внезапно хлынувший дождь остановил эту операцию.

## Осада

### Установление блокады
Доношу до вашего сведения, что в соответствии с приказом Его Превосходительства, мексиканская армия не может заключать никаких соглашений с иностранными повстанцами, они не могут обращаться за помощью, и если они хотят спасти свои жизни, то они должны отправиться в расположение верховного правительства. Только от него они могут ожидать пощады, после рассмотрения их дел.
В отличие от Тревиса, население Бехара полагало, что мексиканская армия всё равно появится. К 23 февраля жители разъехались, город опустел. Тревис поставил одного из своих солдат в наблюдение на колокольную башню церкви Сан-Фернандо. Несколько часов спустя он послал нескольких разведчиков обследовать местность вокруг. В 2,4 км от города они обнаружили мексиканские войска и быстро вернулись в город. Гарнизон был совершенно не готов к наступлению мексиканской армии. Техасцы быстро согнали скот в Аламо и обшарили несколько недавно покинутых домов в поисках пищи. Несколько членов гарнизона в целях безопасности перевели свои семьи в Аламо. Среди них был Алмарон Дикинсон, который привёл в форт свою жену Сюзанну и дочь Анжелину, и Боуи, приведший кузин своей покойной жены — Гертруду Наварро и Хуану Наварро Олсбёри с маленьким сыном Олсбёри.
Тревис незамедлительно отправил курьеров в Гонсалес и Голиад с просьбами о помощи. После полудня в Бехар вошли 1500 мексиканских военных. Они немедленно подняли флаг кроваво-красного цвета, тем самым показывая, что пощады не будет. Тревис в ответ выстрелил из самой большой пушки Аламо. Решив, что Тревис поспешил, Боуи послал Джеймсона на встречу с Санта-Анной. Недовольный единоличным решением Боуи, Тревис послал собственного эмиссара. Техасские эмиссары встретились с полковником Хуаном Альмонте и Хосе Бартресом. Согласно записям Альмонте, техасцы спросили о почётных условиях сдачи, но им сказали, что любая капитуляция должна быть безоговорочной. Узнав об этом, Боуи и Тревис сообща решили снова выстрелить из орудия.
Первая ночь осады прошла относительно спокойно. Мексиканская кавалерия разместилась к северу и востоку от Аламо, чтобы пресечь прибытие техасских подкреплений. На следующий день прибыло свыше 600 человек. Это позволило Санта-Анне поставить роту к востоку от Аламо у дороги на Гонсалес. Ещё через день Санта-Анна разместил 800 драгун с Альмонте вдоль дороги на Голиад для перехвата ожидаемых техасских подкреплений.
В течение первых дней осады мексиканские солдаты устанавливали артиллерийские батареи, сначала в 300 метрах от южной и восточной стен Аламо. Третью батарею поставили юго-восточнее форта. Каждую ночь батареи постепенно приближались к стенам Аламо.

### Стычки
Мексиканская армия вела постоянный артиллерийский обстрел. В течение первой недели осады на площадь Аламо упало свыше 200 орудийных снарядов. Техасцы часто подбирали упавшие ядра и повторно их использовали. Сначала техасцы состязались в огне с мексиканскими артиллеристами, но 26 февраля Тревис приказал артиллеристам беречь порох и снаряды.
Первой жертвой осады стал мексиканский разведчик, убитый техасцами 24 февраля. На следующее утро 200—300 мексиканских солдат перешли реку Сан-Антонио и укрылись в покинутых хижинах у стен Аламо. Несколько техасцев отважились на вылазку, чтобы сжечь хижины под прикрытием огня своих товарищей в Аламо. После двухчасового боя мексиканские войска отступили обратно в Бехар. Мексиканцы потеряли двоих убитыми и четверых ранеными. Ни один техасец не пострадал.
Вечером подул северный ветер, температура упала до 4 °C. Обе армии оказались не готовы к этой перемене погоды. Несколько техасцев вышли на вылазку, чтобы собрать дрова, но вернулись с пустыми руками, наткнувшись на мексиканских солдат. Вечером 26 февраля техасцы сожгли несколько хижин. Санта-Анна послал полковника Хуана Брингаса атаковать техасцев, и, согласно Эдмондсону, один техасец был убит.

### Передвижения техасских войск
Я решил держаться как можно дольше и погибнуть как солдат, который никогда не забывает, что значит собственная честь и его страна. ПОБЕДА ИЛИ СМЕРТЬ
Внезапное появление мексиканской армии застало нескольких техасцев за пределами форта. Многие и не пытались пробраться сквозь мексиканские линии, но были и обратные примеры. Так, ночью 23 февраля, Грегорио Эспарса и его семья пролезли через окно в часовне Аламо, чтобы присоединиться к техасцам. В среду, 24 февраля, болезнь окончательно свалила Боуи и Тревис остался единоличным командиром гарнизона. В полдень Тревис написал письмо, адресованное народу Техаса и всем американцам мира, которое по мнению историка Мэри Деборы Птит (англ. Mary Deborah Petite) «считается многими одним из образцов американского патриотизма». Копии письма были распространены по всему Техасу, по Соединённым Штатам и большей части Европы.
Тревис послал многочисленные письма с призывами о помощи. Новости об осаде разнеслись по колониям, и поселенцы собрались в Гонсалесе, ожидая, когда полковник Джеймс Фэннин, командир другого техасского гарнизона, приведёт дополнительные войска. Часть самых нетерпеливых начала марш на Бехар 27 февраля. Той же ночью Тревис послал Сэмюеля Г. Бастиана «поторопить подкрепления». В исследованиях историка Томаса Рикса Линдлея указывается, что Бастиан вскоре нашёл группу из Гонсалеса и повёл их в Аламо. Но в пути их атаковал мексиканский патруль, заставив вернуться назад четверых добровольцев, включая Бастиана. 32 оставшихся добровольца подошли к Аламо, но в темноте защитники приняли их за мексиканских солдат и открыли по ним огонь, ранив одного добровольца. Услышав его ругань на английском языке, защитники открыли ворота.
Поколебавшись несколько дней, Фэннин в конечном итоге решил оказать помощь Аламо. Утром 26 февраля он повёл 320 человек, 4 орудия и несколько повозок с припасами в 140-километровый марш от Голиада до Аламо. К концу дня они прошли всего около двух километров. На следующий день группа вернулась в Пресидио-ла-Байя. Фэннин обвинил в отступлении своих офицеров, заявив, что они потребовали прекращения марша после получения сведений о движении на Голиад армии генерала Урреа. Офицеры и солдаты, участвовавшие в марше, утверждали, что решение о прекращении марша было единоличным решением Фэннина.
По исследованиям Линдлея, после отмены марша Фэннином больше полусотни человек, большинство из которых принадлежали к роте «Новоорлеанских Серых» (англ. New Orleans Greys), вышли из Голиада на помощь своим товарищам, осаждённым в Аламо. 3 марта эти люди присоединилась к группе, ожидавшей Фэннина в Сиболо-крик. После прибытия мексиканских подкреплений Тревис отправил троих людей, включая Дэви Крокетта, на поиски отряда Фэннина, который, как предполагалось, должен был быть на марше. Крокетт доехал до Сиболо-крик и нашёл там техасский отряд, расположившийся в 32 км от Аламо. Перед рассветом 4 марта часть техасцев прорвалась через мексиканские порядки и вошла в Аламо. Вторая группа была рассеяна по прерии мексиканскими солдатами в ходе оборонительного ночного боя, согласно докладу в журнале Альмонте.

### Подготовка к штурму
3 марта техасцы увидели из-за стен на центральной площади Бехара примерно тысячу мексиканцев в нарядных мундирах, пришедших на помощь Санта-Анне. Пол дня мексиканская армия шумно отмечала прибытие подкреплений и новости о победе, которую по слухам одержал генерал Хосе де Урреа над техасским полковником Фрэнком У. Джонсоном в битве при Сан-Патрисио 27 февраля. Большинство техасцев ошибочно полагало, что осадные войска под Аламо возглавлял Сесма и что сейчас мексиканцы отмечают прибытие самого Санта-Анны. С приходом подкреплений численность мексиканских войск под Аламо дошла до 2400 человек.
4 марта, на следующий день после прихода подкреплений, Санта-Анна созвал своих старших офицеров на совет и предложил штурмовать форт. Большинство участников совета рекомендовало подождать прибытия двух двенадцатифунтовых (5,4 кг) орудий, которое ожидалось 7 марта. Местная жительница (возможно это была Хуана Наварро Олсбёри) явилась к Санта-Анне этим вечером и попыталась договориться с ним о сдаче защитников Аламо. По мнению многих историков этот визит и подогрел нетерпение Санта-Анны. Как заметил историк Тимоти Тодиш: «Бескровная победа могла принести лишь небольшую славу». На следующее утро Санта-Анна объявил своим помощникам, что штурм состоится ранним утром 6 марта.
Этим вечером стены Аламо покинул последний курьер — Джеймс Аллен. Он нёс личные послания Тревиса и нескольких других техасцев. Легенда гласит, что 5 марта Тревис собрал своих людей и объяснил им, что атака будет скоро и победит мексиканская армия. Он якобы прочертил линию на песке и предложил тем, кто собирается умереть за Техас, переступить линию и встать рядом с ним. Прикованный к постели Боуи попросил Крокетта и нескольких техасцев перенести его кровать через линию. За линией остался только один человек — Луис «Мозес» Роуз. Объяснив товарищам, что он ещё не готов умереть за Техас, Роуз дезертировал этим же вечером. Этот эпизод был впервые упомянут спустя тридцать пять лет в газетной статье, при этом её автор ссылался на воспоминания собственных родителей, беседовавших с Роузом. Позднее репортёр посчитал некоторые части опубликованной статьи приукрашенными, но Роуз к тому времени уже умер и проверить подлинность истории было невозможно. Пережившие штурм Аламо Сюзанна Дикинсон и Энрике Эспарса подтвердили, что случай с линией имел место, однако многие детали истории противоречат друг другу.
В 10 часов вечера мексиканская артиллерия прекратила обстрел. Санта-Анна планировал, что измученные техасцы вскоре погрузятся в свой первый спокойный сон, которого у них не было уже много дней с начала осады.

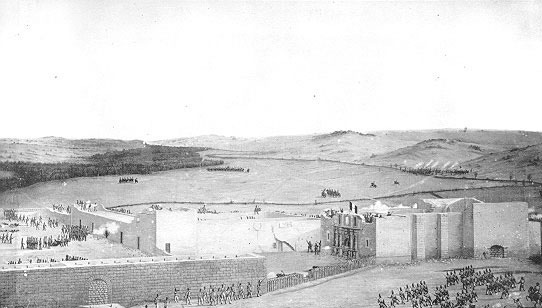
Картина 1844 года, иллюстрирующая начальную фазу штурма крепости

## Штурм миссии

### Бой за стенами
После полуночи 6 марта мексиканская армия начала готовиться к последнему штурму. Войска были разбиты на 4 колонны, под командой генерала Коса, полковников Франсиско Дуке, Хосе Марии Ромеро и Хуана Моралеса. Санта-Анна наблюдал за резервом, пока мексиканская кавалерия рассредотачивалась вокруг Аламо для перехвата бегущих техасцев и мексиканских солдат. Несмотря на жестокий холод солдатам было приказано снять шинели, которые могли сковать их движения. Луна ушла за тучи, это скрывало передвижения солдат.
В 5:30 утра Санта-Анна отдал приказ к наступлению. Войска тихо двинулись вперёд, ветераны были поставлены по краям колонн для лучшего надзора за новобранцами в середине. Кос и его люди наступали на северо-западный угол Аламо, в то время как Дуке вёл своих солдат с северо-запада на северную стену форта. Колонна Ромеро двигалась на восточную стену, целью колонны Моралеса был низкий парапет у часовни. Впереди каждой колонны двигались лёгкие пехотинцы, целью которых было «прострелить любую голову, высунувшуюся из-за стен». Трое техасских часовых на постах за стенами были убиты во сне.
Тишину вскоре нарушили крики: «Да здравствует Санта-Анна!» (исп. ¡Viva Santa Anna!) и звуки горнов. Техасцы проснулись и поспешили занять свои посты. На пути к своему посту Тревис кричал: «Давайте, мальчики, мексиканцы перед нами, мы устроим им ад!», пробегая через группу теханос — «¡No rendirse, muchachos!» (рус. «Не сдавайтесь, мальчики!»). Большинство гражданских, опасаясь за свою безопасность, собралось в ризнице церкви. К этому времени мексиканцы были уже на расстоянии мушкетного выстрела.
В первые минуты боя мексиканские войска оказались в невыгодном положении. Колонный порядок позволял стрелять без опасности для товарищей только первым рядам солдат. Неподготовленные рекруты, не понимая этого, «слепо стреляли из своего оружия, раня и убивая своих товарищей впереди». Плотный строй войск представлял собой отличную цель для техасской артиллерии. Не имея картечи, техасцы заряжали орудия любым металлом, который они только могли найти, включая дверные петли, гвозди, подковы, используя свои орудия как гигантские дробовики. По воспоминаниям адъютанта Дуке Хосе Энрике Де ла Пеньи, «простой орудийный залп скосил половину роты стрелков из Толуки». Раненый в бедро Дуке упал с лошади и едва не был затоптан своими солдатами. Командование над его колонной поспешил принять генерал Мануэль Кастрильон.
Хотя передние шеренги мексиканцев дрогнули, напиравшие сзади солдаты толкали их вперёд. Мексиканцы скопились под стенами, техасцам пришлось для стрельбы наклоняться вниз, из-за чего они сами попадали под выстрелы мексиканцев. Одним из первых пал Тревис, его подстрелили, когда он разряжал свой дробовик в солдат под стенами. Мексиканцам удалось донести несколько лестниц до стен, однако они были весьма скверно сделаны. Несколько солдат, сумевших по ним взобраться, были тут же убиты или сброшены назад. Однако, когда техасцы разрядили свои заранее приготовленные винтовки, им становилось всё сложнее и сложнее заряжать их снова, чтобы опередить мексиканцев, поднимающихся на стены.
Мексиканские солдаты отступили и перегруппировались, но и вторая атака была отражена. На пятнадцатой минуте битвы они пошли на третий приступ. Колонна Ромеро, наступавшая на восточную стену, подверглась орудийному обстрелу и двинулась на север, смешавшись со второй колонной Коса, которая также отклонилась на север, страдая от огня защитников восточной стены. Санта-Анна, заметив массу своих войск у северной стены, испугался, что они разбиты, «запаниковал» и послал туда резерв. Мексиканские солдаты, подошедшие к северной стене, заметили, что в ней есть множество брешей и выступов, по которым можно подняться наверх. Одним из первых, кто поднялся на 12-футовую (3,7 м) стену, был генерал Хуан Амадор, вслед за ним толпа мексиканцев полезла на стену. Амадор открыл своим людям потерну в северной стене, и мексиканцы начали проникать в крепостной комплекс. Другие стали подниматься на западную стену через орудийные бойницы, у которых было мало защитников. Поскольку северная стена и северный конец западной стены уже были оставлены защитниками, техасские пушкари на южном конце миссии развернули своё орудие на север и открыли огонь по вторгшимся мексиканским солдатам. Однако южная сторона миссии осталась беззащитной. В несколько минут мексиканские солдаты взобрались на стены и перебили артиллеристов, захватив контроль над 18-фунтовым орудием Аламо. В это же время люди Ромеро взяли приступом восточную стену комплекса и стали проникать в крепость через загоны для скота.

### Сражение внутри стен
Боже милосердный, Сью, мексиканцы внутри нашей крепости! Если они пощадят тебя, спаси моего ребёнка!
Согласно плану обороны большинство техасцев отступили к казармам и к часовне. В стенах были проделаны отверстия, через которые они могли вести огонь. Защитники, находящиеся в загонах для скота, отступили в лошадиный отсек. Небольшой отряд техасцев, разрядив своё оружие, перелез через низкую стену, обогнул церковь и помчался бегом в восточную прерию, которая казалась пустой. Мексиканская кавалерия атаковала беглецов. Алмарон Дикинсон и его артиллерийский расчёт развернули своё орудие и выстрелили в кавалеристов, возможно причинив им некоторый урон. Тем не менее, все бежавшие техасцы были убиты.
Техасцы на западной стене уже не могли достичь казарм и направились на запад к реке Сан-Антонио. Застигнутые атакой кавалерии, они укрылись в канаве и начали отстреливаться. Сесма отправил коннице подкрепления и техасцы были окончательно добиты. Сесма доложил, что в стычке участвовало 50 техасцев, но Эдмондсон полагает, что это число завышено.
Последней группой, оставшейся на открытом месте, были Крокетт и его люди, защищавшие низкую стену впереди церкви. Они уже не успевали перезарядить оружие и использовали свои винтовки как дубинки, отбивались ножами. Мексиканские солдаты дали по ним залп и добили их штыками. Теперь мексиканская армия контролировала все стены и форт Аламо, исключая церковь и комнаты вдоль западной и восточной стен. Внимание мексиканцев переключилось на техасский флаг, развевающийся над крышей одного здания. Четверо солдат были убиты во время подъёма там мексиканского флага.
Перед тем как мексиканская армия установила полный контроль над Аламо, прошёл час. Множество оставшихся в живых защитников миссии забаррикадировалось в помещениях казарм. К несчастью для себя, техасцы не заклепали свои орудия перед отступлением и теперь мексиканцы развернули орудия против них. Каждая дверь вышибалась орудийным огнём, мексиканские солдаты стреляли залпом в темноту и бросались в рукопашную. В дневнике Де ла Пеньи отмечено, что некоторые техасцы вывешивали белые флаги в дверные проёмы, однако у них не было намерения сдаваться, они атаковали любого солдата, вошедшего в комнату, даже если он заходил не стреляя.

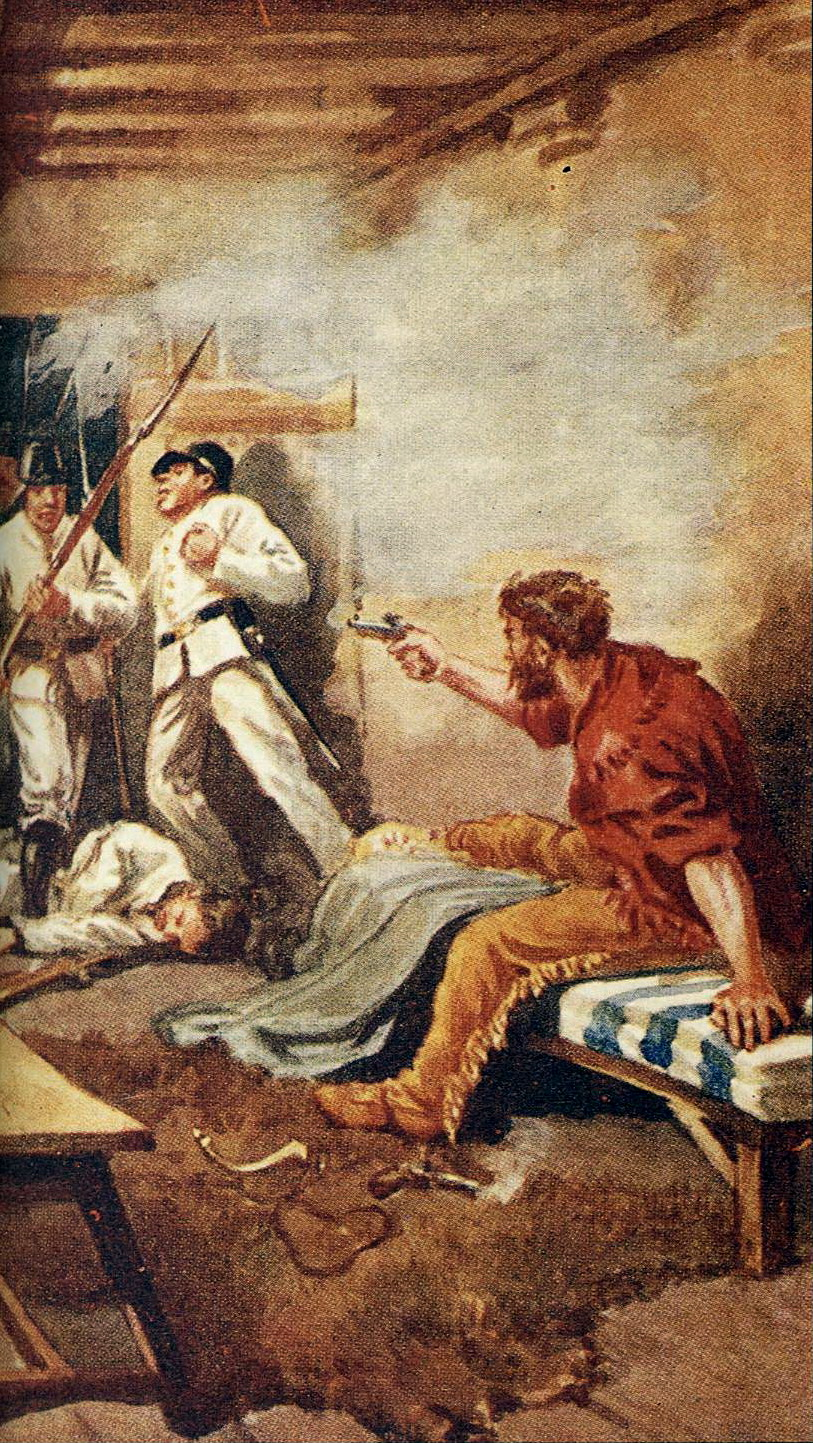
Смерть Боуи

Боуи был слишком болен, чтобы участвовать в битве. Возможно, он умер в своей постели. Очевидцы битвы давали противоречивые показания о его смерти. Некоторые свидетели утверждали, что несколько мексиканских солдат вошли в его комнату, закололи штыками и вынесли его, ещё живым, из комнаты. Другие свидетели заявляют, что он застрелился или был убит солдатами, так как он был слишком слаб, чтобы даже просто поднять голову. По мнению историка Уоллеса Черитона, «наиболее популярная возможно и наиболее точная версия» его гибели — это смерть Боуи в его постели, «он бросился к стене и использовал свои пистолеты и свой знаменитый нож».
Последними погибли 11 техасцев, стреляющих из двух 12-фунтовых пушек в часовне. Мексиканский выстрел из 18-фунтового орудия разрушил баррикады перед церковью и мексиканские солдаты, дав залп из мушкетов, ворвались в церковь. Расчёт Дикинсона находился на апсиде и стрелял из пушки по мексиканским солдатам в дверях. У них не было времени для перезарядки, они (Дикинсон, Грегорио Эспарса и Джеймс Бонэм) взялись за свои винтовки и вели ружейный огонь, пока не были сражены мексиканскими штыками. Орудийный мастер Роберт Эванс был ранен и пополз к пороховому магазину, но был добит мушкетной пулей и уронил свой факел в двух дюймах от порохового магазина. Последующий взрыв разрушил церковь, погибли женщины и дети, укрывавшиеся в ризнице.
Один из сыновей защитника Энтони Вулфа стоял в ризнице, натянув на плечи одеяло. Ворвавшиеся в ризницу мексиканские солдаты убили его, по ошибке приняв за взрослого. Последним техасцем, погибшим в битве, предположительно стал Якоб Уолкер, который пытался спрятаться за Сюзанной Дикинсон и другими женщинами и был заколот штыками. Другой техасец Бригидо Герреро, дезертировавший из мексиканской армии в декабре 1835 года, также искал убежища в ризнице. Ему удалось убедить мексиканских солдат, что он находился в техасском плену, и они пощадили его.
В 6:30 утра битва за Аламо была закончена. Мексиканские солдаты осмотрели каждый труп, закалывая любого, кто шевелился. Мексиканцы продолжали стрелять и после гибели всех техасцев, по ошибке убивая друг друга. Мексиканские генералы не могли обуздать кровожадность своих солдат и запросили помощь Санта-Анны. Его появление также не остановило продолжающееся насилие, горнисты подали сигнал к отступлению. 15 минут спустя солдаты всё ещё продолжали стрелять по трупам.

## После битвы

### Потери
Согласно многим боевым отчётам от пяти до семи техасцев сдались. Разгневанный игнорированием своих приказов Санта-Анна приказал немедленно казнить выживших. Спустя недели после битвы начали циркулировать слухи, что Дэви Крокетту удалось спастись. Однако бывший американский раб Бен, служивший у одного из офицеров Санта-Анны, заявил, что тело Крокетта было найдено в окружении «не менее 16 тел мексиканцев». Историки всё ещё спорят, какая версия гибели Крокетта наиболее точная.
Санта-Анна приказал вытереть лица всех трупов, чтобы точно отличить павших техасцев от павших мексиканцев. По воспоминаниям Франсиско Руисо, предполагаемого алькальда Бехара, он был отряжён Санта-Анной опознать тела Тревиса, Боуи и Крокетта. Раб Джо также был отправлен для опознания тела Тревиса. После завершения процесса опознания Санта-Анна повелел обложить тела техасцев соломой и сжечь их. Было сделано только одно исключение, Франсиско Эспарсе, служившему в мексиканской армии, разрешили похоронить тело его брата Грегорио Эспарсы.
В первоначальном рапорте Санта-Анна заявил, что 600 техасцев было убито, мексиканские потери составили 70 убитыми и 300 ранеными. Его секретарь Рамон Мартинес Каро позднее заметил, что он не хотел писать этот фальшивый рапорт, но подчинился приказу Санта-Анны. Другие очевидцы считали, что погибли от 182 до 257 техасцев. Некоторые техасцы полагали, что по меньшей мере одному техасцу, Генри Уорнеллу, удалось бежать с поля битвы. Уорнелл скончался через несколько месяцев после битвы от ран, полученных им во время финальной битвы, или во время его бегства с поля боя в качестве курьера.
Пепел от сожжённых тел оставался на кострищах, пока в феврале 1837 года в Бехар не вернулся Хуан Сегуин, чтобы осмотреть останки. По его указанию весь день звонили колокола собора Сан-Фернандо. Простой гроб с написанными на нём именами Тревиса, Крокетта и Боуи был заполнен пеплом с погребальных костров. Согласно статье от 28 марта 1837 года в Telegraph and Texas Register Сегуин закопал гроб в могиле под персиковым деревом. Место погребения не было обозначено и его невозможно было установить. Однако в 1899 году Сегуин заявил, что он поместил гроб перед алтарём собора Сан-Фернандо. В июне 1936 года гроб был найден, но по версии историка Уоллеса Черитона он, возможно, и не содержит останки защитников Аламо. В гробу были найдены остатки униформ, а защитники миссии их не носили.
Санта-Анна, по слухам, говорил капитану Фернандо Уриззе, что битва «была небольшим делом». Другой офицер напротив отмечал, что «после другой подобной победы мы отправимся к дьяволу». Число убитых мексиканских солдат оценивается в 60—2000, раненых в 250—300. Большинство историков Аламо соглашаются, что 400—600 мексиканцев было ранено или убито. Это составляет треть участников штурма, что Тодиш характеризует как «ужасающее число потерь по любым стандартам». Санта-Анна приказал похоронить мексиканских солдат на местном кладбище Кампо Санто. Руис заявил, что территория кладбища была почти заполнена и он вместо погребения бросил часть тел в реку. Сэм Хьюстон напротив доложил 13 марта, что все мексиканцы были похоронены.

### Выжившие техасцы

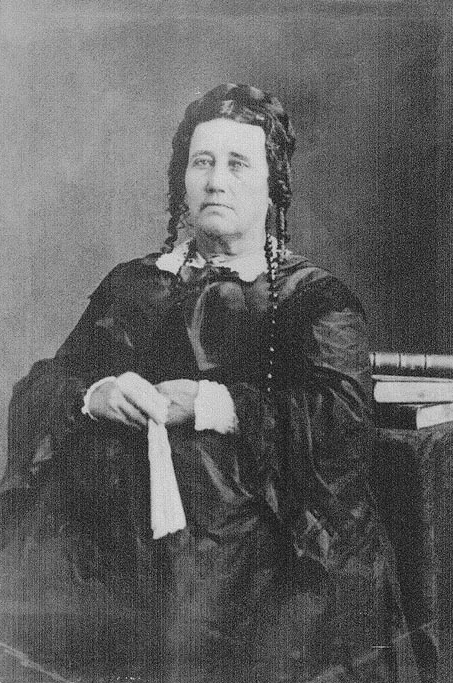
Сюзанна Дикинсон
фотография второй половины XIX века

Санта-Анна пощадил нескольких техасцев, найденных в Аламо. Он освободил двух человек: Джо, раба Тревиса, и вольноотпущенника Боуи Сэма, потому что надеялся, что такой акт милосердия склонит других техасских рабов на сторону мексиканского правительства. 7 марта Санта-Анна отдельно допросил каждого выжившего из Аламо. Впечатлённый Сюзанной Дикинсон Санта-Анна предложил удочерить её осиротевшую дочь и дать ей образование в Мехико. Сюзанна отвергла это предложение. Хуане Наварро Олсбёри, у которой был сын такого же возраста, Санта-Анна подобных предложений не делал. Каждая женщина получила одеяло и два серебряных песо. Женщинам теханос было позволено вернуться в свои дома в Бехаре. Сюзанну с дочерью и Джо отправили в Гонсалес с Беном в качестве эскорта. Перед их отправкой Санта-Анна приказал провести военный смотр и парад, в надежде на то, что Джой и Сюзанна доставят предупреждение оставшимся техасским войскам, что мексиканская армия непобедима.

### Воздействие на революцию
В последние часы битвы новое временное правительство Техаса получило депешу Тревиса от 3 марта. Не зная о падении форта, делегат Роберт Поттер призвал закончить совет и немедленно двигаться на помощь Аламо. Сэм Хьюстон убедил делегатов конвенции остаться в Вашингтоне-на-Бразосе для разработки Конституции. После того, как Хьюстон снова был назначен главнокомандующим всеми техасскими силами, он отправился в Гонсалес, чтобы принять команду над 400 добровольцами, которые собрались идти на помощь Аламо. Вскоре после его прибытия 11 марта Андрес Барсенас и Ансельмо Бергарас прибыли доложить о падении Аламо и истреблении всех его защитников. Надеясь пресечь панику, Хьюстон арестовал их как вражеских шпионов. К концу дня в Гонсалес прибыли Сюзанна Дикинсон и Джо. Выслушав их, Хьюстон призвал всё гражданское население региона эвакуироваться и приказал армии отступать. Началось массовое бегство техасцев из английских поселений, даже правительство двинулось на восток.
Несмотря на свои потери при штурме Аламо мексиканская армия превосходила техасскую армию в соотношении 6 к 1. Санта-Анна посчитал, что всё техасское сопротивление сокрушено, и техасские солдаты поспешно покидают область. Однако на самом деле произошёл обратный эффект, люди стекались в армию Хьюстона. New York Post отметила в передовице, что «Если бы Санта-Анна обошёлся с побеждёнными с умеренностью и великодушием, то было бы нетрудно пробудить симпатию народа Техаса, который сейчас пришёл в действие с горячей и смелой душой, чтобы помочь своим братьям».
В полдень 21 апреля техасская армия атаковала лагерь Санта-Анны у переправы Линчбург. Мексиканская армия была застигнута врасплох и битва при Сан-Хасинто закончилась через 18 минут. Во время битвы многие техасцы кричали «Помни Аламо!» Санта-Анна был захвачен на следующий день, и, по слухам, сказал Хьюстону: «Этот человек может считать себя рождённым не для того, чтобы разделить судьбу тех, кого покорил Наполеон Запада. И сейчас ему остаётся быть великодушным к побеждённым». Хьюстон ответил: «Вам следовало бы вспомнить это под Аламо». Санта-Анна был вынужден вывести свои войска из Техаса, покончив с мексиканским контролем над провинцией и придав некоторую легитимность новообразованной Техасской республике.

## Память

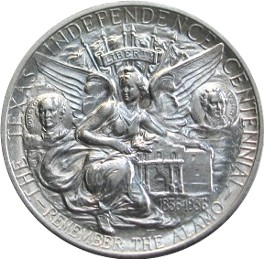
Полудолларовая монета, выпущенная к столетнему юбилею битвы

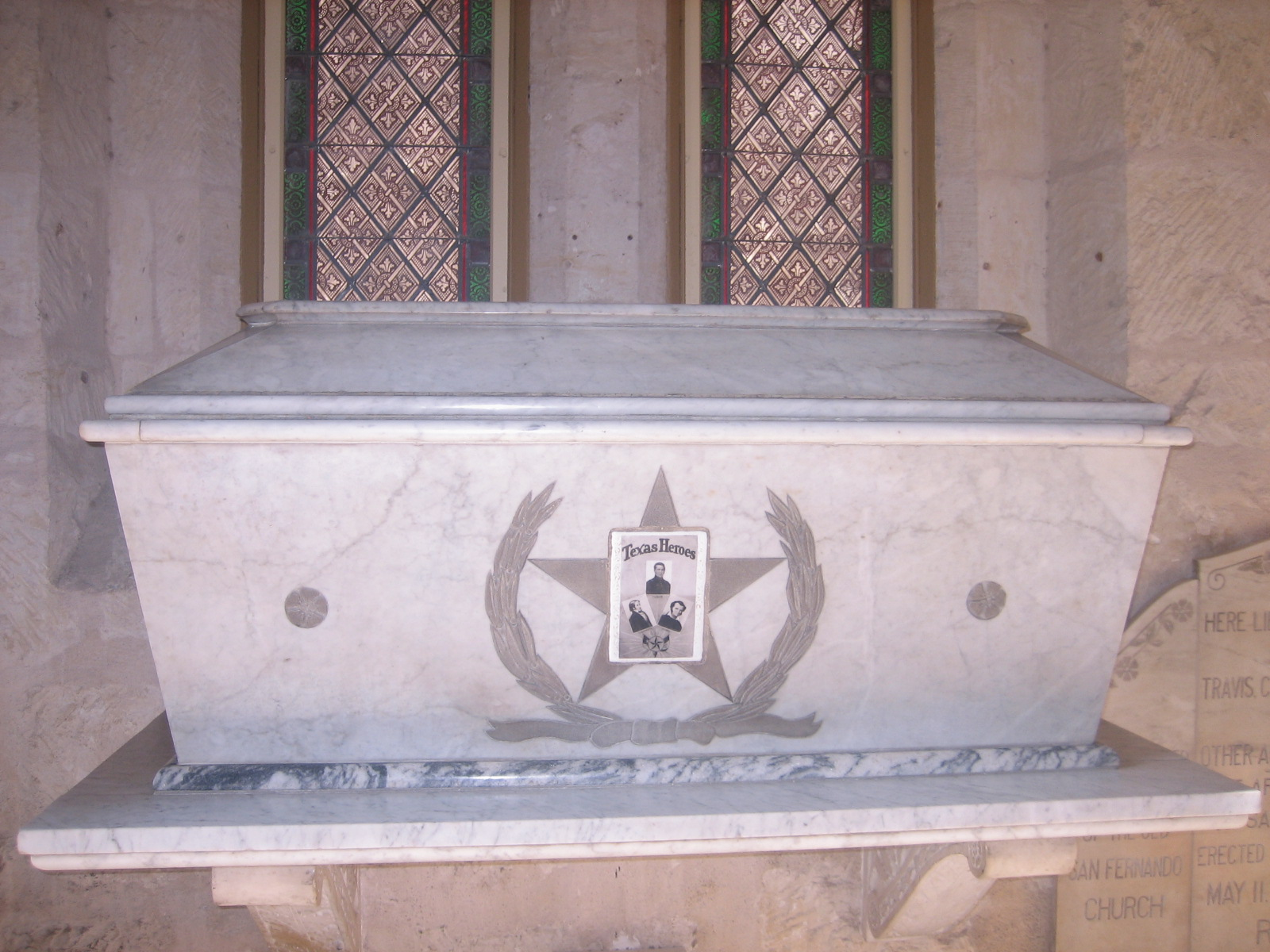
Гроб с прахом защитников Аламо

В Мексике восприятие битвы часто отражает взгляд Санта-Анны. Многие мексиканские офицеры-участники битвы оставили мемуары, но большинство из них написаны лишь десятилетия спустя. Санта-Анна был опозорен тем, что он попал в плен под Сан-Хасинто, и многие мемуары и отчёты о битве написаны людьми, которые были или стали его критиками. Петит (Petite) и многие другие историки полагают, что многие истории, наподобие казни Крокетта, были выдуманы, чтобы ещё более дискредитировать Санта-Анну. В мексиканской истории Техасскую кампанию, включая битву за Аламо, вскоре затмила мексикано-американская война 1840-х.
В Сан-Антонио-де-Бехар теханос, составлявшие большинство населения, считали комплекс Аламо не только местом битвы, он много десятилетий служил как миссия, госпиталь и военный пост. С ростом англоязычного населения значение памяти о битве стало расти. Главное внимание было уделено техасским защитникам, небольшой акцент был сделан и на теханос, служивших в техасской армии во время боёв с мексиканской армией. Техасское законодательное собрание приобрело Аламо в собственность штата и учредило организацию «Дочерей республики Техас», как постоянных хранителей, часовня стала официальным местом поклонения, посвящённым техасским защитникам. К столетнему юбилею битвы перед церковью в центре Аламо-плаза был установлен кенотаф по проекту Помпео Коппини, увековечивающий память техасцев и теханос, павших в битве. Исследователь Билл Гронеман в своей книге «Поля битв Техаса» отмечает: «Аламо стал наиболее популярной туристической достопримечательностью в Техасе».
Первые истории о битве были написаны и опубликованы техасским рейнджером и историком-любителем Джоном Генри Брауном. Следующим большим трудом о битве стало «Падение Аламо» Ройбена Поттера, опубликованное в The Magazine of American History в 1878 году. Работа Поттера была основана на интервью с многими живыми мексиканскими участниками битвы. Первая полноформатая нехудожественная книга, описывающая битву, — «Аламо» Джона Майерса — была опубликована в 1948 году.
Про битву также было написано немало песен. В 1955 году песня теннесийца Эрни Форда «Баллада о Дэви Крокетте» пробыла 16 недель в списке самых популярных местных песен под номером 4. В 1960 году Марти Роббинс записал версию песни «Баллада об Аламо», которая провела 13 недель в списке поп-хитов под номером 34.
Именами защитников Аламо названы 13 округов штата и несколько городов.

## В кино
Согласно Тодишу, «мало сомнений в том, что мнение большинства американцев о битве сформировалось не из книг, а из большого числа фильмов о битве». Первая киноверсия битвы появилась в 1911 году, когда Уильям Хэддок снял фильм «Бессмертный Аламо». Битва приобрела большую популярность после выпуска Уолтом Диснеем в 1955 году мини-сериала «Дэви Крокетт — король дикого фронтира», который в большей степени опирался на миф. Несколько лет спустя Джон Уэйн снял и выпустил одну из наиболее известных (но и менее всего точных) версий фильма «Форт Аламо» (1960). В 2004 году был выпущен фильм с тем же названием. CNN описывает его как возможно «наиболее характерным фильмом, снятым по этому сюжету». Оборона Аламо является одним из ключевых событий сюжета телесериала Ричарда Лэнга «Техас» (Texas, 1994).
Менее всего противоречит известным историческим фактам телефильм «Аламо: 13 дней славы» (Alamo: Thirteen Days to Glory), снятый в 1987 году режиссёром Бёртом Кеннеди по книге историка Лона Тинкла «13 дней до славы: Осада Аламо» (Thirteen Days to Glory: The Siege of the Alamo, 1958).

## Комментарии
1. ↑  Согласно сведениям, приведённым в книге Менчаки Recovering History, Constructing Race: The Indian, Black, and White Roots of Mexican Americans, в 1834 году в Техасе насчитывалось 30 000 англоговорящих поселенцев и всего 7000 носителей испанского языка.
2. ↑  The east side of the Alamo was actually a two story building called the long barracks, convent and hospital[5].
3. ↑  Площадь покрывала территорию 23 метра в длину и 19 метров в ширину. Нижние казармы были 35 метров в длину, и Длинные казармы были 57 метров в длину и 5,5 метров в ширину[21].
4. ↑  Спустя неделю после того, как Нейл отправил письмо, правительство объявило губернатору Генри Смиту, который, в свою очередь, пытался распустить правительство, импичмент. Временная конституция, действовавшая в тот период, не позволяла какой-либо партии предпринимать подобные действия, и никто в Техасе тогда не мог найти ответственного[26].
5. ↑  Сэм Хьюстон, Джеймс Фэннин, Фрэнк Джонсон и доктор Джеймс Грант[27].
6. ↑  Река Сабин обозначала восточную границу Мексиканского Техаса
7. ↑  Добровольцы техасской армии отстаивали право избирать собственных командиров, а не подчиняться офицерам правительственной армии.
8. ↑  Санта-Анна позднее утверждал, что этот выстрел убил двух мексиканских солдат и ранил ещё восьмерых. В воспоминаниях других мексиканских офицеров ни о каких жертвах в тот день не упоминается[48][50].
9. ↑  В записях журнала Хуана Альмонте отсутствуют упоминания о каких-либо столкновениях в тот вечер. Тогда как личный секретарь Санта-Анны, Рамон Мартинес Каро, в 1837 году писал, что «две небольших группы подкреплений из Гонсалеса смогли прорваться сквозь наши линии и вошли в форт. Первая состояла из четырёх человек, проникших в форт ночью. Вторая была из двадцати пяти человек»[76].
10. ↑  Позже эти подкрепления назвали «32 бессмертных».
11. ↑  Сюзанна Дикинсон упоминала эту группу людей в своём интервью в 1876 году.
12. ↑  Было отмечено, что мексиканский флаг установил лейтенант Хосе Мария Торрес, который в дальнейшем получил смертельное ранение[117].
13. ↑  В книге Эдмондсона сказано, что Вульф вбежал в комнату, схватил на руки своего сына и бросился в другой конец церкви. Оба пали от мушкетных выстрелов[126].
14. ↑  Более подробно об этом можно прочесть в биографии Хосе Энрике Де ла Пеньи.
15. ↑  Пти в своей книге отмечает: «Каждое сообщение об истории пленения/казни Крокетта исходит от общеизвестных противников (политических или военных) Санта-Анны. Считается, что множество историй, таких как пленение и казнь Крокетта, создавались и распространялись для того, чтобы дискредитировать Санта-Анну и выставить его злодеем»[135].
16. ↑  Кремация тел считалось в то время анафемой, поскольку большинство людей полагало, что тело не сможет возродиться, если оно было разрушено[137].
17. ↑  Личность этого офицера оспаривается. У Эдмондсона говорится, что фраза была сказана полковником Хуаном Альмонте и услышана его поваром. В книге у Тодиша этот человек значится как подполковник Хосе Хуан Санчес Наварро[136][2].
18. ↑  Собрание делегатов провозгласило независимость 2 марта 1836 года.
19. ↑  Прозвище Санта-Анны. Он всю жизнь был поклонником Наполеона, коллекционером предметов связанных с ним. И отождествлял себя с ним.